# Un visa pour la liberté
Pour plus de détails, voir Fiche technique et Distribution.
Un visa pour la liberté (Mr Gay Syria) est un film documentaire en coproduction turque, allemande, maltaise et française, réalisé par Ayşe Toprak, sur un réfugié syrien gay. 

## Synopsis
Le journaliste syrien Mahmoud Hassino, réfugié à Berlin, organise un concours de Mr Gay Syria afin d'attirer l'attention sur de la communauté internationale sur la situation des personnes LGBT qui ont fui la Syrie. Husein, un coiffeur réfugié à Istanbul, va tenter d'aller à Malte pour l'élection de Mister Gay Monde 2016.

## Fiche technique
- Titre original : Mr Gay Syria
- Réalisation : Ayşe Toprak
- Scénario : Ayşe Toprak
- Musique : Zeid Hamdan
- Photographie : Hajo Schomerus
- Son :
- Montage : Nadia Ben Rachid
- Production :
- Sociétés de production : Coin Film, Les Films d'Antoine, Toprak Films
- Société de distribution : Outplay
- Budget :
- Pays de production :  Turquie,  Allemagne,  Malte,  France
- Langue originale : arabe, turc, anglais
- Format :
- Genre : documentaire
- Durée : 85 minutes
- Dates de sortie :
  - Royaume-Uni : 13 juin 2017
  - Turquie : 11 mai 2018
  - Allemagne : 6 septembre 2018
  - France : 11 mai 2022

## Production

### Genèse
La réalisatrice a l'idée du film quand elle fait la connaissance de Mahmoud Hassino à l'occasion d'un reportage pour Al Jazeera. Il lui parle de son projet de défendre les droits LGBT à travers la médiatisation d'un Mr Gay Syria, et elle décide de suivre le projet : 

« cela montre qu'on peut lutter pour des droits spécifiques au nom de conflits plus grands [...] les questions LGBT semblent moins en crise, ou à une moindre échelle, que la situation de la Syrie dans son ensemble. Mais on ne peut pas donner plus de valeur à un droit humain qu'à un autre. »

## Récompenses et distinctions
- Festival international du film de Chicago 2017 : Silver Hugo du meilleur documentaire
- Festival du film de Sarajevo 2017 : prix des droits humains pour un documentaire
- Festival du film Lovers 2017 : mention spéciale documentaire
- Chéries-Chéris : grand prix du documentaire

## Accueil critique
Têtu remarque que « le documentaire s’attarde, et c’est sa force, avec infiniment de précautions sur les prétendants au titre et leur éveil progressif au militantisme ».
Le Nouvel Observateur salue « Un documentaire qui, à travers le portrait de cet immigré sans terre d’asile, dresse celui des gays arabes, avec leur résilience et leur courage inouï pour s’affirmer ».
Télérama observe que « Un visa pour la liberté recèle une galerie de portraits bouleversants d’hommes en lutte, qui partagent leurs découragements, leur grande solitude, mais aussi et surtout leur force lumineuse ».
Trois Couleurs conclut que « Loin d’être une success story, Un visa pour la liberté. Mr Gay Syria déchire le cœur : il montre que la liberté d’aimer et celle de se déplacer sont des denrées rares, pour lesquels tout une vie ne suffit parfois pas à se battre ».